# Kaliumperoxide
Kaliumperoxide (K2O2) is het peroxide van kalium. Het is een kleurloos amorf poeder, dat hevig reageert met water. Kaliumperoxide wordt soms toegepast als oxidator bij de reiniging van lucht of industriële gasstromen.

## Synthese
Kaliumperoxide kan worden bereid door de reactie van een overmaat kalium met zuurstofgas:
{\displaystyle {\ce {2K +O2 -> K2O2}}}
Bij deze reactie worden ook kaliumoxide en kaliumsuperoxide gevormd.